# Mỏ nickel Bản Phúc
Mỏ nickel Bản Phúc là mỏ nickel ở vùng đất Bản Phúc xã Mường Khoa huyện Bắc Yên tỉnh Sơn La, Việt Nam.
Mỏ Bản Phúc chứa hơn 200.000 tấn nickel và 18.000 tấn đồng trong các thân quặng sulfur đặc sít và xâm tán. Mỏ ở cách Quốc lộ 37 cỡ gần 1 km. Đoạn Quốc lộ 37 ở vùng này mới được nâng cấp từ đường tỉnh 113 trước đây, nối Quốc lộ 6 ở ngã ba Cò Nòi 21°08′21″B 104°11′42″Đ / 21,139203°B 104,195064°Đ xã Cò Nòi huyện Mai Sơn đi hướng đông bắc tới thị trấn Bắc Yên 21°14′46″B 104°25′54″Đ / 21,246115°B 104,431805°Đ.
Năm 2018, Công ty Asian Mineral Resources Limited lập "Dự án Khai thác Mỏ Nickel Bản Phúc"  và Công ty Blackstone Minerals từ Úc mua lại quyền khai thác.